# 緑色革命 (書籍)
緑色革命（りょくしょくかくめい、The Greening of America）は、1970年のチャールズ・A・ライクの著書。1960年代の対抗文化とその価値観を讃えたピーアン（讃歌）の書。内容の一部は、雑誌『ザ・ニューヨーカー』1970年9月26日号に、エッセイとして最初に掲載された。この本を最初に出版したのは、ランダムハウス社であった。

## 概要
この本の議論は、3種類の異なった意識の型をめぐって展開する。「意識I」は、19世紀のアメリカにおいて大多数を占める存在であった、農村部の農民や、スモールビジネスに従事する人々の世界観に当てはめられる。「意識II」は、「組織社会 (an organizational society)」の観点を代表し、メリトクラシーや、様々な大きな組織を通した改善を特徴とするもので、ニューディール世代、第二次世界大戦世代、1950年代世代を通して支配的なものであった。「意識III」は、1960年代のカウンターカルチャーの世界観を代表するもので、個人の自由権、平等主義、リクリエーショナル・ドラッグなどに焦点を当てていた。
この本は、社会学的分析に、ロック音楽、大麻、ブルージーンズへのパネジリック（讃歌）を混ぜ合わせ、こうした諸々のファッションが、世界観の根本的な変革を体現しているのだと議論するものであった。

## ベストセラー
この本は、1970年から1971年にかけて、ベストセラーとなり、1970年12月27日には、『ニューヨーク・タイムズ』紙の週刊付録『ニューヨーク・タイムズ・ブック・レビュー』のベスト・セラー・リストの首位に立ち、その後も首位に立つ週があった。